# Hugh Everett
Hugh Everett III (Washington, 1930. november 11. – McLean, Virginia, 1982. július 19.) amerikai fizikus, aki először javasolta a kvantumfizika úgynevezett sokvilág-interpretációját (many-worlds interpretation (MWI)), amelyet eredetileg „relatív állapot” formulának nevezett.
Egyes fizikusoknak az MWI-n történő gúnyolódásai Everettet elbizonytalanították, és felhagyott a fizikával, miután elnyerte a PhD fokozatot. Ezután kifejlesztette az általánosított Lagrange-szorzót az operációkutatásban és azt a későbbiekben üzleti alapon alkalmazta, mint védelmi elemző és konzultáns. Két gyermeke született: Elizabeth Everett és Mark Oliver Everett, az Eels együttes frontembere.

## Kezdetek
Washington D.C.-ben született. 1953-ban diplomázott vegyészként az Amerikai Katolikus Egyetemen. Miután elnyerte a National Science Foundation ösztöndíját, a Princetoni Egyetemen folytatta munkásságát. A Fizikai Osztályon végzett, de sokat dolgozott a Fine Hall-on (matematikai tanszék), ahol játékelmélettel foglalkozott.

## A „Sokvilág” Princetonon és utána
1954-ben Wigner Jenővel matematikai fizikai módszereket tanulmányozott, miközben továbbra is aktív maradt a matematikában és decemberben elkészített egy publikációt a katonai játék elméletről. Mester vizsgáját 1955-ben abszolválta és elkezdett dolgozni azon a disszertációján, amivel később híressé lett. 1955-ben John Wheeler lett a témavezetője, írt néhány publikációt a kvantumelméletről, és befejezte a nagyobb lélegzetű munkáját, a Wave Mechanics Without Probability (Valószínűség nélküli hullámmechanika); később ezt átnevezte Univerzális Hullámfüggvény elmélet-re és kialakította a koncepcióját a relatív állapot interpretáció-ról vagy ismertebb nevén a kvantummechanika sokvilág interpretációjáról. Téziseit 1957 tavaszán védte meg. A koncepció végső változata 1957-ben jelent meg. A fizikus világ nem igen figyelt fel rá. Everett ekkor már elhagyta az akadémiát és védelmi témákkal kezdett foglalkozni a hadseregnél.
Everett hosszú disszertációját Nancy Gore barátnője gépelte, aki egy évvel később a felesége lett. Wheeler meghívására 1959 tavaszán Koppenhágába látogatott, hogy találkozhasson Niels Bohrral, a kvantummechanika koppenhágai interpretációjának „atyjával”.
Ez a látogatás nagyon nem sikerült. Everett nem volt képes megértetni elméletét, miszerint az univerzum leírható a valóságos[an létező] univerzális hullámfüggvényekkel; Ez egyszerűen eretnekség volt Bohr és a többiek számára Koppenhágában. A koncepcionális szakadék túl nagy volt köztük ahhoz, hogy értelmes párbeszéd alakulhasson ki. Leon Rosenfeld, Bohr egyik munkatársa mondta ezzel kapcsolatban: „Everett leírhatatlanul buta és a legegyszerűbb dolgokat sem érti a kvantumfizikából”. Ezt a találkozást később Everett úgy írta le, mint „az eleve kudarca ítélt pokoljárás”.
1962-ben Everett elfogadott egy meghívást a Xavier University of Cincinnati egyetemen, ahol a relatív-állapot formuláról (még ekkor is így hívták) tartott előadást.

## Everett sokvilág-interpretációja
A később elhíresült sokvilág interpretációját Everett 1956-ban fogalmazta meg, melyben azt állítja, hogy a kvantummechanika által megengedett lehetőségek mind együtt megjelennek egy multiverzumban, ami sok független, párhuzamosan létező univerzumból áll. Ez nem jelenti új axióma bevezetését a kvantummechanikában, hanem éppen ellenkezőleg, egynek, a hullámcsomag összeomlásának axiómájának az elvetését jelenti. Az összes lehetséges konzisztens állapot és a mérőberendezés (beleértve a megfigyelőt is) egy valódi fizikai (nemcsak formális matematikai, mint más interpretációkban) kvantum-szuperpozícióban vannak. Különböző rendszerek konzisztens állapot-kombinációinak ilyen szuperpozícióját összefonódott állapotnak hívjuk. Míg a multiverzum determinisztikus, mi nem determinisztikus, valószínűségi viselkedést érzékelünk, mivel mi csak az univerzumot tudjuk megfigyelni, azaz csak a mi általunk lakott világnak az említett szuperpozícióhoz való konzisztens állapot hozzájárulását. Everett interpretációja tökéletes összhangban van John Bell kísérleteivel, és ösztönösen is érthetővé teszi őket.

## Védelmi területen kifejtett munkássága
Diploma után 1956 szeptemberében, Everett meghívást kapott a Pentagon akkor alakuló Fegyverrendszerek Fejlesztési Csoportjától (Weapons Systems Evaluation Group WSEG). Nukleáris fegyver rendszerekről tartott tanfolyamon vett részt Albuquerque-ben (New Mexico) a Sandia National Laboratories-nál. Számítógépes modellezésbe merült bele, majd 1957-ben a WSEG Fizikai és Matematikai Tudományok Részlegének igazgatója lett.
Téziseinek megvédése után visszatért a WSEG-hez és újra el kezdett kutatási témáival foglalkozni, melyekből néhány titkosítva lett. Ismeretes, hogy dolgozott a Minuteman rakéta projekten és más nukleáris fegyverrendszereken.
1959 tavaszán, vakáción Koppenhágában, elkezdett dolgozni új elgondolásán, amelynek témája a Lagrange szorzók alkalmazása az optimalizálás területén, és ez későbbi üzleti sikerekre vezette.
1964-ben Everett és néhány WSEG kollégával megalapították a Lambda Corp. vállalatot, ahol katonai modellezési megoldásokat alkalmaztak polgári problémák megoldására. A 70-es évek elején megkurtították a védelmi büdzsét és a legtöbb pénzt operatív célokra irányították át a vietnámi háború kiszélesedése miatt. A Lambda beolvadt a General Research Corporation vállalatba.
1973-ban Everett megalapította a DBS Corporation számítógépes konzultációs céget Arlingtonban, ahol számos korábbi munkáját felhasználta a statisztikai analízis során. Ő alapította néhány DBS kollégájával és barátjával a Monowave Corporation céget.

## Későbbi elismerés
1970-ben Bryce DeWitt egy cikket írt a Physics Today fizikai folyóiratban Everett relatív-állapot elméletéről, majd egy antológiát szerkesztett a kvantummechanika sokvilág interpretációja kapcsán. Az antológiát Everett 1956-os publikációja (Az univerzális hullámfüggvény elmélet) dominálta, amely korábban nem jelent meg nyilvánosan. A könyv 1973-ban jelent meg, előtte Everett munkájáról egy sci-fi magazin, az Analog számolt be.
Everett 1977-ben részt vett egy konferencián a texasi egyetemen Austinban. Everett itt találkozott először és utoljára David Deutsch-csal, Wheeler tanítványával. Everett prezentációját jól fogadták és több fizikusra is hatással volt elmélete. Deutsch később széles körben népszerűsítette a sokvilág elméletet.
Wheeler vissza akarta téríteni Everettet a fizikusi pályára, ezért egy új kutató intézetet indított Kaliforniában, de nem volt érdeklődés. Wheeler boldog volt, hogy Everett elméletét szélesebb közönség is megismerhette, de annak nem örült ha nevét összekapcsolták Everett elméletével. Everett halála után formálisan is megtagadta elméletét.

## Halála
Everett, aki hitt a kvantumhalhatatlanságban, otthonában halt meg szívroham következtében 51 éves korában. Kifele egészséges volt, de elhízott volt, láncdohányos és inni is szeretett. Mint elkötelezett ateista, kívánsága az volt, hogy hamvait szórják szét. Azokból a cégekből, amiket Everett alapított, már csak a Monowave Corporation létezik és ezt alapító társa Elaine Tsiang vezeti.
Elizabeth lánya öngyilkos lett 1996-ban (üzenetében írta: megy az apjához a párhuzamos világba), felesége rákban halt meg 1998-ban. Everett fia Mark Oliver Everett, aki "E" néven is ismert, a frontembere és dalírója a Eels bandának. Mark a BBC-ben egy óra hosszú műsort készített apja emlékére: Parallel Worlds, Parallel Lives címmel.
A Wikidézet-ben számos idézet olvasható Everettől angol nyelven. (Hugh Everett III)

## Fordítás
- Ez a szócikk részben vagy egészben  a   Hugh Everett III című angol Wikipédia-szócikk fordításán alapul.  Az eredeti cikk szerkesztőit annak laptörténete sorolja fel. Ez a jelzés csupán a megfogalmazás eredetét és a szerzői jogokat jelzi, nem szolgál a cikkben szereplő információk forrásmegjelöléseként.

### Angol nyelvű források
- Hugh Everett III, "Generalized Lagrange Multiplier Method For Solving Problems of Optimum Allocation of Resources", Operations Research, vol 11, (1963), pp 399–417
- Hugh Everett III, George E Pugh, "The Distribution and Effects of Fallout in Large Nuclear-Weapon Campaigns", Operations Research, vol. 7, (1959), pp. 226–242
- John A. Wheeler, Assessment of Everett's "Relative State Formulation of Quantum Theory", Reviews of Modern Physics, vol 29, (1957) pp 463–465
- Hugh Everett III "The Theory of the Universal Wavefunction", Manuscript (1955), pp 3–140 of Bryce DeWitt, R. Neill Graham, eds, The Many-Worlds Interpretation of Quantum Mechanics, Princeton Series in Physics, Princeton University Press (1973), ISBN 0-691-08131-X
- Hugh Everett (1957). "'Relative state' formulation of quantum mechanics". Rev. Mod. Phys. 29: 454–462. doi:10.1103/RevModPhys.29.454.  Lay summary – Stanford Encyclopedia of Philosophy.
- Aldhous, Peter (2007-11-24). "Parallel lives can never touch". New Scientist (2631).
- "The Many Worlds of Hugh Everett" by Peter Byrne, from Scientific American, December 2007
- Stefano Osnaghi, Fabio Freitas, Olival Freire Jr, The Origin of the Everettian Heresy, Studies in History and Philosophy of Modern Physics 40 (2009)97–123

### Magyar nyelvű szakkönyvek, egyetemi tankönyvek
- Marx György: Kvantummechanika, Műszaki Kiadó, 1957
- Nagy Károly: Kvantummechanika, Tankönyvkiadó, Budapest 1981
- Neumann János: A kvantummechanika matematikai alapjai, Akadémia Kiadó, Budapest 1980
- Sailer Kornél: Bevezetés a kvantummechanikába (egyetemi jegyzet)
- Landau-Lifsic: Elméleti fizika III, Kvantummechanika, Tankönyvkiadó, Budapest, 1978, ISBN 963-17-3259-2
- Landau-Lifsic: Elméleti fizika IV, Relativisztikus kvantumelmélet, Tankönyvkiadó, Budapest, 1979, ISBN 963-17-3794-2
- Geszti Tamás: Kvantummechanika, Typotex Kiadó, 2007.